# Euro-atlanti Partnerségi Tanács
Az Euro-atlanti Partnerségi Tanács (EAPT) egy hidegháború utáni NATO-szervezet, multilaterális fórum, amelyet azért alakítottak ki, hogy javítsa a NATO és a nem NATO-országok közötti kapcsolatokat Európában és Ázsia azon részein, amelyek Európa ,,perifériájára” esnek. A tagállamok itt találkoznak, hogy politikai és biztonsági kérdésekkel foglalkozzanak. 1997. május 29-én alakult meg Portugáliában, a sintrai miniszteri találkozón mint az 1991-ben létrehozott Észak-atlanti Együttműködési Tanács (ÉAET) utódja. Az 1994-ben létrehozott Békepartnerség mellett működik. 

## Tagok

Az EAPT-tagság térképe

A szervezetben 50 tag van, amiből 29 NATO-tagország és 21 partnerország. A partnerországok:
- 6, amely katonai szempontból semleges, de a hidegháború idején kapitalista piaci gazdasággal rendelkezett: 
  -  Ausztria
  -  Finnország
  -  Írország
  -  Málta
  -  Svédország
  -  Svájc
- 12 volt szovjet köztársaság: 
  -  Örményország
  -  Azerbajdzsán
  -  Fehéroroszország
  -  Grúzia
  -  Kazahsztán
  -  Kirgizisztán
  -  Moldova
  -  Oroszország
  -  Tádzsikisztán
  -  Türkmenisztán
  -  Ukrajna
  -  Üzbegisztán
- 3 volt jugoszláv állam: 
  -  Bosznia-Hercegovina
  -  Észak-Macedónia
  -  Szerbia

## A Szovjetunió az Észak-atlanti Együttműködési Tanácsban
1991. december 20-án, az Észak-atlanti Együttműködési Tanács első találkozóján a NATO, a kelet-európai államok és a Szovjetunió tárgyalt. A találkozó vége felé a szovjet nagykövet olyan üzenetet kapott, hogy a találkozóval egyidejűleg a Szovjetunió megszűnőben van, és a következő napon megszűnik. A szovjet nagykövet megjegyezte, hogy ő csak az Orosz Föderációt képviseli, és már nem a Szovjetuniót.

## Fordítás
Ez a szócikk részben vagy egészben  az   Euro-Atlantic Partnership Council című angol Wikipédia-szócikk ezen változatának fordításán alapul.  Az eredeti cikk szerkesztőit annak laptörténete sorolja fel. Ez a jelzés csupán a megfogalmazás eredetét és a szerzői jogokat jelzi, nem szolgál a cikkben szereplő információk forrásmegjelöléseként.